# Pachyteria nigra
Pachyteria nigra là một loài bọ cánh cứng trong họ Cerambycidae.